# Vladimir Pregelj
Vladimir Pregelj slovenski ekonomist, * 1927, Murska Sobota, † 4. maj 2019, Washington, D.C., Združene države Amerike. Bil je specialist za mednarodno trgovino, uslužbenec ameriške Kongresne knjižnice.

## Življenje
Vladimir Pregelj je v Ljubljani končal klasično gimnazijo. Leta 1945 je kot begunec emigriral v ZDA, tam je pridobil ameriško državljanstvo in magistriral iz ekonomije ter se zaposlil v ameriški Kongresni knjižnici kot strokovnjak za zunanjo trgovino in mednarodno gospodarstvo. Njegovo življenje je precej zaznamovalo sodelovanje v procesu proti ameriškemu predsedniku Richardu Nixonu leta 1974. Leta 1980 se je poročil z Leo Plut Pregelj. 

## Afera Watergate
Afera Watergate je eden največjih političnih škandalov v zgodovini Združenih držav Amerike. V sodnem procesu je sodeloval tudi Vladimir Pregelj. Leta 1974 je bil namreč na sodišče poklican kot član porote, dodeljeno mu je bilo mesto starešine oziroma glavnega porotnika. Z njegovo pomočjo so dosegli obsodbo Richarda Nixona, ki je zahtevala njegov odstop.